# Уральский геологический музей
Уральский геологический музей — музей при Уральском горном университете, содержащий богатую коллекцию геологических образцов Уральского региона. Насчитывает более 40 тысяч экспонатов. Имеет отделения минералогии, полезных ископаемых, петрографии, общей и исторической геологии.

## История
Музей был открыт в августе 1937 года. Рождению музея способствовала проведение в Москве XVII сессии Международного геологического конгресса. В его программе большое внимание уделялось проблемам Евро-Азиатского континента. В программу сессии было включено посещение Урала. Уральская горная провинция, богатая рудами, минералами, драгоценными, полудрагоценными и поделочными камнями, другими полезными ископаемыми, традиционно привлекала к себе внимание. Тогда и возникла идея открыть при Уральском доме техники выставку «в целях демонстрации минерально-рудных богатств и достижений за 20 лет советской власти в области разведки, добычи полезных ископаемых и геологического изучения Урала».
История Уральского геологического музея связана с именем Александра Васильевича Калугина. В деле геологического просвещения и популяризации минералогических знаний А. В. Калугину принадлежит почётное место. Он стал одним из основоположников коллекционного дела на Урале. До А. В. Калугина в крупных масштабах никто не занимался систематическим составлением коллекций для широкого пользования. Калугин сам искал минералы, скупал их у горщиков, комплектовал коллекции и сам же снабжал их подробным описанием. Он собрал начиная с 1874 года превосходную личную коллекцию (3000 образцов), которая позднее стала основной частью экспозиции отдела минералогии Уральского геологического музея.
С самого начала своего существования Уральская геологическая выставка стала всемирно известной. Её первыми посетителями были делегаты Международного геологического конгресса из Франции, США, Китая, Англии, Италии, Индии.
В дальнейшем судьба выставки определилась в январе 1938 года. Решением Наркомтяжпрома она была передана Уральскому горному институту. Приказом директора института от 22 февраля 1938 года «бывшая геологическая выставка» была преобразована в геологическую лабораторию — музей Уральского горного института.
За годы существования музея с его экспозицией познакомились сотни тысяч посетителей, среди них крупнейшие учёные, советские и зарубежные государственные деятели, военачальники, космонавты, артисты, писатели, деятели культуры и искусства, студенты и школьники. Среди государственных деятелей в музее были председатель компартии Китая Мао Цзе Дун, премьер — министр Индии Джавахарлал Неру и Индира Ганди, руководитель Вьетнама Хо Ши Мин, президент республики Индонезия Сукарно, председатель Совета министров СССР Н. И. Рыжков, президент России Б. Н. Ельцин, председатель Совета Федерации С. М. Миронов.

## Коллекция
В музее содержится богатейшая коллекция минералов Уральского региона: золота и платины, драгоценных и поделочных камней (аметистов, изумрудов, топазов, родонита, малахита и др.). Многие представленные в коллекции минералы впервые были открыты на Урале и получили название по месту нахождения — ильменит, ильменорутил, сысертскит, невьянскит, вишневит и др. Украшением коллекции является кристалл кварца высотой 170 см и массой 784 кг.
- Экспозиции музея

## Директора
- Латников, Филипп Устинович (февраль-май 1938)[6]
- Юдин, Иван Александрович
- Каржавин, Николай Акимович
- Вертушков, Григорий Николаевич